# Biegacz Fabriciego
Biegacz Fabriciego, biegacz Fabrycjusza (Carabus fabricii) – gatunek dużego chrząszcza z rodziny biegaczowatych, występujący w centralnej Europie (Szwajcaria, Niemcy, Austria, Włochy, Słowenia, Polska, Słowacja, Ukraina, Rumunia). Zazwyczaj miedziano-brązowy z lekkimi odcieniami fioletu. Zazwyczaj osiąga od 16 do 21 mm. Larwy polują pod kamieniami i powalonymi drzewami, dorosłe przeszukują również ściółkę. Głównym pożywieniem są pająki, dżdżownice i larwy muchówek, rzadziej dorosłe chrząszcze głównie z rodziny stonkowatych.